# Élahé

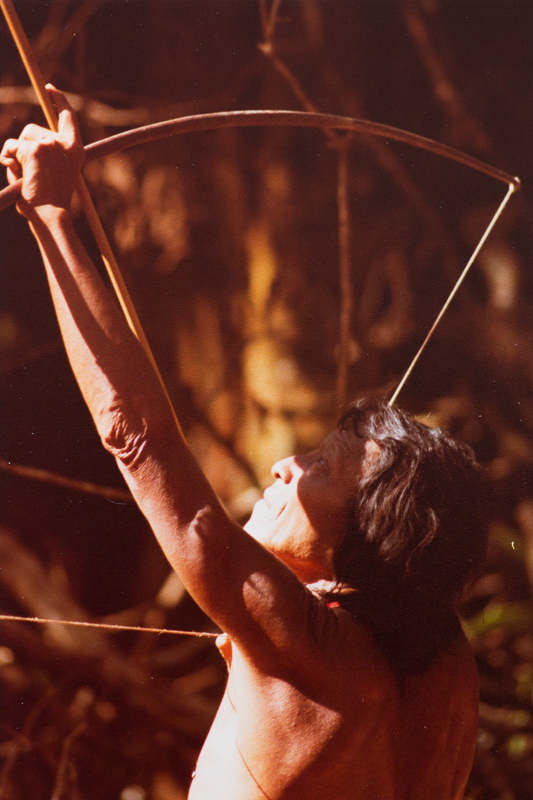
Elahé, chef du village d'Elahé (1978); photo : André-Pierre Junod

Le village d'Élahé rassemble une communauté amérindienne Wayana situés dans le Haut-Maroni, sur les rives du Tampoc, dans le sud-ouest de la Guyane sur la commune de Maripasoula.
Cette communauté est concernée par le projet de Parc Naturel National du Sud-Guyane.

## Les problèmes liés à l'orpaillage
Le territoire d'Élahé est situé dans une des zones suivie par les autorités françaises de la santé (DRAS, InVS) pour la pollution mercurielle due à l'orpaillage qui contamine l'alimentation des amérindiens wayana : Avec le village de Kayodé, c'est un des sites étudiés où les taux de mercure mesurés dans les cheveux étaient les plus élevés.
Un net regain de l'activité aurifère en amont des villages amérindiens du Haut-Maroni met la santé et la qualité de vie de leurs populations en péril. Les orpailleurs clandestins semblent être d'abord venues du Surinam avec des barges, puis à partir de 1996 avec des chantiers à terre (puissantes motopompes alimentant des lances monitor qui dévastent les sols en envoyant leurs eaux boueuses et polluées dans le Tampoc et son affluent la Waki où pêchent les Wayana. Cette ethnie vit traditionnellement principalement de la pêche. Ce territoire est théoriquement protégé et accessible uniquement sur autorisation préfectorale, mais les gendarmes sont très peu nombreux et manquent de moyens face à l'ampleur du problème.
Le chef du village a émis le souhait que l'interdiction de l'orpaillage soit mieux surveillée et le 25 décembre 2005, le Collectif "Quel orpaillage pour la Guyane" a alerté l'État sur le fait que les indiens  devaient faire "par eux-mêmes - avec tous les risques graves de dérives possibles - un travail de police pour assurer leur sécurité". De plus, en 2005, les enfants des villages du haut-Maroni, doivent encore être scolarisés à Maripasoula très loin de chez eux, sans internat. Ils vivent dans des familles d'accueil, non amérindiennes, rémunérées pour cet accueil. Or, toujours selon le collectif, les amérindiens sont confrontés à un durcissement du comportement d'une partie de la population de Maripasoula depuis qu'ils confirment leur refus total de l'orpaillage ». Le collectif craint que ces enfants soient trop souvent « laissés à eux-mêmes sans réelle surveillance, quand on ne leur demande pas, en plus, d'accomplir des tâches qu'ils n'ont pas à effectuer ». Cette situation avait déjà été dénoncé par les Verts de Guyane et Attac-Guyane lors d'un voyage d'enquête en décembre 2004.
Depuis 10 ans, ces enfants devenus adolescents ou jeunes adultes sont de plus en plus nombreux à se suicider ou à tenter de le faire[réf. nécessaire].
Le collectif rappelle le cas de Philippe Gros, assassiné d'une balle dans la nuque fin novembre 2005 pour avoir aidé les gendarmes, et estime que malgré les opérations Anaconda, les habitants des berges des fleuves de Guyane sont soumis à une pression croissante des orpailleurs.
L'État a mis en place un réseau d'acteurs qui au travers des opérations Anaconda et des reconduites des clandestins à la frontière tente de maitriser le problème.